# 仙源抄
『仙源抄』（せんげんしょう）は、『源氏物語』の注釈書である。この書名は「仙洞の『源氏物語』」を意味するとされている。内容がさまざまに異なる写本が存在し、表題も『源氏いろは抄』、『源氏物語色葉聞書』、『源氏秘抄』、『源語類集』などさまざまなものが存在する。

## 概要
1381年長慶天皇の作とされる『源氏物語』の注釈書である。『源氏物語』の語句約一千について説明を加えたものであるが、それまでの『源氏物語』のほぼ全ての注釈書が『奥入』のように、おそらくは写本に書き添えられた注釈が増えてきてやがて別に綴じられるようになるといった経緯で生み出されてきたこともあり、巻序を追ってさまざまな事項に説明を加えていたのに対して、本書では説明する事項をいろは順に並べており、辞書形態の注釈書と呼ばれている。『源氏物語』の辞書形態の注釈書としては最古のものとされている。
南北朝時代の南朝は、北朝に対して政治的・軍事的側面からの優位性を示そうとしただけでなく、正当な皇位の継承者にふさわしい文化的な側面からの優位性を示すことにも熱心であって、宮中においてしばしば天皇臨席の下で歌会や古典の講義を行っている。本書のような実用的な著作が天皇自らの手によって成立したことは、そのような状況を背景にしていたと考えられている。

## 内容
『水原抄』・『紫明抄』・『原中最秘抄』の「河内方三抄」と呼ばれる注釈書の内容を中心にして、『奥入』などに見える藤原定家の説を比較し、さらには後醍醐天皇・後村上天皇の説などを批判統合し、自説も「愚案」として記している。

## 本文

### 伝本
本書の伝本は大きく「行悟本系統」（専順本系統）・「耕雲本系統」および「群書類従本系統」とに分かれる。
行悟本系統の伝本
- 実隆本
永正18年（1521年）の三条西実隆によるとされる書写奥書がある。伝三条西実隆筆。黒本植旧蔵。現金沢市立玉川図書館稼堂文庫所蔵。
- 松井簡治本
享保4年（1719年）源成写。永正18年（1521年）の三条西実隆によるとされる書写奥書がある。松井簡治旧蔵。現東海大学付属図書館桃園文庫所蔵。
- 図書寮甲本
江戸時代前期の書写。現宮内庁書陵部蔵。
- 専順本
康正2年（1456年）の専順によるとされる書写奥書がある。伝専順書写本。吉澤義則旧蔵。現京都女子大学附属図書館吉澤文庫所蔵。
- 龍門文庫本
江戸時代前期の書写。康正2年（1456年）の専順によるとされる書写奥書がある。現龍門文庫所蔵。
- 池田甲本
江戸時代前期の書写。池田亀鑑旧蔵。現天理大学附属天理図書館所蔵。
- 源語類集
江戸時代前期の書写。「源語類集と申本也」ではじまる識語を持つ。現京都大学附属図書館の所蔵。
- 稿本
奥書の一節に「右原本稿検校蔵本 享和元年夏写」とある。現彰考館所蔵。
- 東京文理科大学本
元和4年（1618年）写。東京高等師範学校本。『新校群書類従』の校勘に用いられた本
- 東海大学本
帙に貼られた題箋に「慶長頃古写本 竹中重門旧蔵」と記されている。『源氏物語大成資料編』の底本。池田亀鑑旧蔵。現東海大学付属図書館桃園文庫所蔵。
- 東海大学本
永禄9年（1655年）書写。『源氏物語大成資料編』の校合に用いられた。池田亀鑑旧蔵。現東海大学付属図書館桃園文庫所蔵。
- 実践女子大学本
黒川家旧蔵。実践女子大学附属図書館黒川文庫所蔵。
- 松平文庫本
江戸時代中期の書写。行悟本系統に無い項目を耕雲本系統から加えている。
- 彰考館本
江戸時代前期の書写。「い」部から「た」部にかけて錯簡があり、巻頭は「よ」部からはじまるが欠けているところはなく完本。
- 高松宮本
江戸時代前期の書写。脱落している項目が多く、跋文にも脱落がある。高松宮家旧蔵。
- 和田英松蔵本
原本は、1923年（大正12年）9月1日の関東大震災で焼失した。写しが東京大学資料編纂所と宮内庁書陵部にある。

耕雲本系統の伝本
- 耕雲自筆本
耕雲自筆とされる本。中院家旧蔵。現京都大学附属図書館の所蔵。
- 広橋本
江戸時代前期の書写。広橋家旧蔵。現京都大学附属図書館の所蔵。
- 図書寮乙本
江戸時代前期の書写。現宮内庁書陵部蔵。
- 真淳本
「権僧正真淳」の署名を持つ。室町末期書写。谷森善臣旧蔵。現宮内庁書陵部蔵。
- 高松宮本
江戸時代前期の書写。高松宮家旧蔵。
- 内閣本
江戸時代中期の書写。内閣文庫所蔵。
- 東北大学本
江戸時代中期の書写。内閣本と行数・字配りまで同一。東北大学附属図書館狩野文庫所蔵。
- 池田乙本
江戸時代前期の書写。池田亀鑑旧蔵。現天理大学附属天理図書館所蔵。
- 池田丙本
江戸時代中期の書写。池田亀鑑旧蔵。現天理大学附属天理図書館所蔵。
- 神宮文庫本
江戸時代前期の書写。現神宮文庫所蔵。
- 類字源語本
江戸時代前期の書写。外題は「仙源抄 一名類字源語」とある。現彰考館所蔵。
- 天理図書館本
江戸時代前期の書写。池田亀鑑旧蔵。現天理大学附属天理図書館所蔵。
- 金沢市立図書館本
室町時代末期の書写。藤本純吉旧蔵。現金沢市立図書館藤本文庫所蔵。
- 龍門文庫本
江戸時代前期の書写。田村宗永旧蔵。現龍門文庫所蔵。
- 東海大学本
宝暦6年（1756年）穂積世美書写。池田亀鑑旧蔵。現東海大学付属図書館桃園文庫所蔵。
- 国文研資料館本
江戸時代前期の書写。初雁文庫旧蔵。現在は大学共同利用機関法人人間文化研究機構の国文学研究資料館の所蔵。
- 関西大学本
元和5年（1619年）一華堂切臨書写。凱香園文庫旧蔵。関西大学附属図書館所蔵。
- 榊原家本
江戸時代前期の書写。榊原家旧蔵。写真版が東海大学付属図書館桃園文庫に所蔵されている。
- 川瀬一馬本
江戸時代前期の書写。藤波家旧蔵。川瀬一馬旧蔵。
- 松平文庫本
江戸時代中期の書写。島原市立図書館松平文庫所蔵。

群書類従本系統の伝本
- 群書類従本
群書類従所収本。天正2年（1574年）書写の奥書がある。
- 松平文庫本
江戸時代前期の書写。島原市立図書館松平文庫所蔵。
- 東海大学本
江戸時代前期の書写。現東海大学付属図書館桃園文庫所蔵。
- 東海大学本
江戸時代中期の書写。現東海大学付属図書館桃園文庫所蔵。

### 翻刻本
- 「仙源抄」池田亀鑑編著『源氏物語大成 13 資料篇』、中央公論社
- 「仙源抄」岩坪健編『源氏物語古注集成 21 仙源抄』おうふう、1998年（平成10年）2月。　ISBN 4-273-03017-9
底本は耕雲自筆本